# Aragnouet
Aragnouet é uma comuna francesa na região administrativa de Occitânia, no departamento dos Altos Pirenéus. Estende-se por uma área de 108,29 km², Em 2010 a comuna tinha 251 habitantes (densidade: 2,3 hab./km²)..